# Asemonea flava
Asemonea flava là một loài nhện trong họ Salticidae.
Loài này thuộc chi Asemonea. Asemonea flava được Wanda Wesołowska miêu tả năm 2001.